# Municipalità regionale della contea di Les Jardins-de-Napierville
La municipalità regionale della contea di Les Jardins-de-Napierville è una municipalità regionale di contea del Canada, localizzata nella provincia del Québec, nella regione di Montérégie.
Il suo capoluogo è Napierville.

## Suddivisioni
City e town
- Saint-Rémi

Municipalità
- Napierville
- Saint-Cyprien-de-Napierville
- Saint-Édouard
- Saint-Jacques-le-Mineur
- Saint-Michel
- Saint-Patrice-de-Sherrington
- Sainte-Clotilde

Parrocchie
- Saint-Bernard-de-Lacolle

Township
- Hemmingford

Villaggi
- Hemmingford